# Qrocodiledundee outbackense
Qrocodiledundee outbackense – gatunek błonkówki z rodziny męczelkowatych, jedyny przedstawiciel rodzaju Qrocodiledundee.. 

## Zasięg występowania
Gatunek notowany w Australii w stanie Queensland..

## Biologia i ekologia
Żywiciele tego gatunku nie są znani.